# Raimbaut d'Aurenga
Raimbaut d'Aurenga, in occitano Raimbaut d'Aurenja (nome di nascita), in francese Rimbaud o anche Raimbaut d'Orange, italianizzato in Rambaldo d'Aurenga (1140 - 1147 circa – Courthézon, 10 maggio 1173), è stato un trovatore provenzale e signore di Orange e Aumelas. I suoi possedimenti comprendevano anche le città di Frontignan e Mireval.

## Biografia
Figlio di Guglielmo di Aumelas e di Tiburge, figlia di Raimbaut, conte di Orange. Dopo la morte del padre, i suoi tutori vennero ad essere suo zio Guglielmo VII di Montpellier e sua sorella maggiore Tibors, anche lei importante trobairitz: scrisse molte opere, che nel XVII secolo erano ancora conosciute.
Les Baux, che era centro culturale rinomato, aveva legami con un'altra importante corte, quella di Dia (Die o Dieulefit? Entrambi nella dipartimento Drôme), per cui Raimbaut forse ha conosciuto la Contessa di Dia, tale Beatrix.
La sua morte nel 1173 viene commemorata in un planh (lamento) da Giraut de Bornelh, nonché nella cobla VI dell'unica poesia sopravvissuta della trobairitz Azalaïs de Porcairagues (Ar em al freg temps vengut), amante di Gui Guerrejat (cugino di Raimbaut). Sembra possibile che il componimento di Azalais fosse stato composto in una forma più arcaica mentre Raimbaut era ancora vivo, dal momento che vi si trova traccia della cosiddetta "questione della nobiltà", cui Raimbaut stesso contribuisce nella sua A mon vers dirai chanso. Si tratta di una tenzone poetica a più voci, iniziata da Guilhem de Saint-Leidier e ripresa da Azalais riguardo alla questione se una dama sia o no disonorata prendendo per amante un uomo più ricco di lei. Aimo Sakari ipotizza che Azalais possa essere l'amica e confidente che si cela dietro il misterioso senhal "Joglar" (menestrello) dedicatario di diverse poesie di Raimbaut d'Aurenga.

## Attività poetica
Raimbaut d'Aurenga, il cui senhal è Linhaure, partecipa al dibattito trobadorico intorno al 1170 prendendo le parti della poesia chiusa e aristocratica, che disdegna il facile successo presso un pubblico incolto, in opposizione a Giraut de Bornelh, fautore invece di un trobar leu. Egli lavora quindi per un'elite che è in grado di comprendere ed apprezzare l'ermeticità dei suoi versi, intrisi di allusioni ad altri componimenti ed alla tradizione religiosa, oltre che il suo lavoro di sperimentazione lessicale e stilistica, la quale culmina in "Escoutatz, ma non sai que s'es", ove la ricerca provocatoria giunge sino ad una struttura metrica che si risolve nella prosa.
Con Raimbaut d'Aurenga il lavoro poetico viene assimilato alle tecniche del limar e del roire, diventando metafora di una ricerca della perfezione e della bellezza, ovvero della Verità. Inizialmente il poeta dispone solo di parole oscure ed opache, da cui deve eliminare ogni difetto al fine di portare il componimento al massimo splendore. La metafora dell'artefice che estrae dalla materia grezza un oggetto perfettamente levigato si può accostare a quella della lotta del cristiano contro la ruggine del peccato o a quella del clerc contro la patina letteraria della scrittura sacra.
Si attribuiscono a lui diverse composizioni poetiche, tra cui un sirventes e una Tenzone con la Contessa di Dia.
La possibilità che Raimbaut d'Orange possa aver esercitato la sua attività poetica tra il 1160 e il 1173, lo collocherebbe dunque, cronologicamente, immediatamente dopo la prima generazione di trovatori, all'inizio di ciò che si potrebbe chiamare, come scrive Joseph Anglade, « l'età lirica classica della lirica occitana », vale a dire il momento in cui, dopo Guglielmo IX d'Aquitania, Cercamon, Jaufré Rudel e Marcabru - l'influenza di quest'ultimo è del resto evidente in Raimbaut - la lirica occitana arriva a un punto di maturità e dove comincia a farsi sentire la necessità di un rinnovamento, o piuttosto di un approfondimento del già acquisito. È il momento delle « esperienze » e l'inizio di ciò che Robert Lafont e Christian Anatole chiamano « l'infléchissement [piegamento] dei trobars ».

## Omonimia
Altri tre conti d'Orange porteranno il nome di Raimbaut, uno dei quali figura tra gli eroi nella Gerusalemme liberata del Tasso. Divenne crociato nel 1097 ed è protagonista della presa di Gerusalemme nel 1099. Muore in Palestina nel 1115. Una statua gli venne eretta nel 1846 sulla pubblica piazza di Orange.

## Opere
| - Cars, douz e fenhz del bederesc - En aital rimeta prima - Una chansoneta fera - Apres mon vers vueilh sempr'ordre - Un vers farai de tal mena - Peire Rotgier, a trassaillir - Al prim qe•il timi sorz en sus - Braiz, chans, quils, critz - Car vei qe clars - Ar vei bru, escur, trebol cel - Ar m'er tal un vers à faire - Ab vergoinha part marrimentz - Er quant s'embla•l foill del fraisse - Ara non siscla ni chanta - Entre gel e vent e fanc - Pos trobars plans - Assaz m'es belh - Aissi mou - Amors, cum er? Que faray? | - Assatz sai d'amor ben parlar - Ben s'eschai q'en bona cort - Ben sai c'a sels seria fer - Donna, cel qe•us es bos amics - Escotatz, mas no say que s'es - Amics, en gran cossirier - Dona, si m'auzes rancurar - Non chant per auzel ni per flor - Lonc temps ai estat cubertz - Ara•m so del tot conquis - A mon vers dirai chansso - Ara·m platz, Giraut de Borneill - S'il cors es pres, la lengua non es preza - Joglar, fe qed eu dei - Ab nou cor et ab nou talen - Ar non sui jes mals et astrucs - Als durs, crus, cozens, lauzengiers - Pois tals saber mi sortz e•m creis - Ar resplan la flors enversa |